# タカマガハラ (漫画)
『タカマガハラ』は、川井十三による日本の漫画。『週刊少年ジャンプ』（集英社）において、2012年32号から49号まで連載された。全17話。

## あらすじ
日本のどこかにある「高千穂」という町に、格闘技の世界で常に最強の座を求める人外の強さを持つ「山田五兄弟」が存在した。しかし、三男のヤマトだけは格闘技に興味を示さず、漫画家の最強を目指していた。そんな中、高千穂町に「神業」と呼ばれる能力を持つ人間が現れ出し、ヤマトの人生を大きく変えていくこととなる。

## 登場人物

### 主要人物
山田ヤマト（ヤマダ ヤマト）
本作の主人公。高千穂高地学園に通う高校生。山田五兄弟の三男。
ぶっきらぼうだが情に厚く、友人の危機は決して見逃せない性格。格闘技の世界で最強を目指す他の兄弟と違い、漫画家の世界で最強を目指しているが、鱶田以外からは面白くなさ過ぎて「大量破壊兵器」扱いされるなどまるで才能がない。一方で兄弟ほどではないものの、喧嘩のセンスも持ち合わせており常人よりははるかに強い。鱶田との喧嘩をきっかけに神業に目覚め、キクチから強引な勧誘を受け高天原に召喚される。
普段は手を保護するたびに包帯でバンテージをはめており、神業によって自在に着脱している。
神業の名は天叢雲（アマノムラクモ）。ヤマトが自分の神業を識った時、空に叢雲が立ちこめていたので、この名がつけられた（名付け親はキクチ）。その効果は「力」を上げることができる「力」であり、発動すると学ラン姿に変わり髪の毛が逆立つ。また、カラーイラストによると目の色も青から赤に変わる模様。
読切版での設定では高天原の切り込み隊長として描かれており、名前も「山田麒麟児」だった。
熊野熊襲（クマノ クマソ）
高天原でのヤマトの同級生。目つきが鋭く、髪を束ねた男。12人の神業に目覚めたものを狩っている。
クールな性格で他人となれ合うことを嫌い、特にヤマトに対しては敵意をむき出しにする。喋る妖刀「黒白（コクハク）」を携えており、挑発的な口調で突っかかる黒白と言い合いになることがあるが、実際は全て彼の腹話術によるもの。キクチにより強引にヤマトの仲間にされるが、戦闘を通じて彼の実力を認めてきつつある。
神業の名は八咫烏（やたがらす）。黒白に影を吸わせて、切るときに黒い衝撃波として放つもの。離れた相手に撃ちだすことも可能。影を吸収するときに隙ができるため、黒白との会話に相手の気を引かせることでそれをカバーしている。光を吸収し、刃として放つ闇夜八咫烏（やみよのやたがらす）という技を持つ。
八雲出雲（ヤクモ イズモ）
高天原でのヤマトの同級生。黒縁眼鏡をかけ髪をリーゼントにしたフランクな優男。12人の神業に目覚めたものを狩っている。
誰に対しても気さくに接する性格で、初対面の人間にも遠慮なくうざいほど絡む。その性格からヤマトとクマソが衝突した際の抑え役になることもしばしば。信頼のおける人物は「○○○ちゃん」と呼ぶ。どこかの組織に属しているようだが、本編で明かされることはなかった。「サザビー」という名のムササビと、「モモチー」という名前のモモンガを飼っている。
神業の名はマガタマ。サザビーを始めとする動物たちを銃の形に変え、自らの血液を装填し弾丸のように撃ちだす。使い過ぎると貧血になるのが欠点。無数の動物たちを銃に変えて撃ちだす百銃の王という技を持つ。

### ヤマトの関係者
山田ムサシ
山田五兄弟長男。サンドバッグをお手玉にするほどの怪力を持つ巨体のボクサーで、総合格闘技でチャンピオンになった実力者。非常に熱い性格の男。背中には「友情・努力・勝利」と彫り込まれており、これが本人の誇りでもある。
また、「敵は3分で伸ばすが、ラーメンは伸ばさないぜ！」とセリフのついた本人の似顔絵が乗っている『KOラーメン』なるカップラーメンが発売されるなど、かなりの有名人でもあるようだ。
山田シナノ
山田五兄弟次男。大学生。計算高く、山田家では会計係を担当している。実は裏でホストのアルバイトもしている。
山田ヒュウガ
山田五兄弟四男。中学生。坊主頭の硬派な不良で、金属バットを武器に使う。実はミズホに憧れている。
山田ムツ
山田五兄弟五男。小学生。カワイイ外見に反して、小学3年生の時に学校一の不良を倒して番長になったほどの実力者。それだけでは飽き足らず、中学生の不良までぶちのめしている。
田山ミズホ
ヤマトの幼馴染の少女。早生まれなので、ヤマトより一学年上。男っぽい外見と男勝りな性格だが、実力はそれほど高くない。ヤマトからは大切に思われている。
山田五兄弟と世代が近い2人の姉と2人の妹がいる。
あらゆるものの事象を反転させる陰陽反転の神業を持つ。

### 高千穂高地学園
鱶田恭児（フカダ キョウジ）
高千穂高地学園の不良。昔のヤンキー漫画に憧れ、本気で全国制覇を目論んでいた。ミズホとはクラスメイト。数珠を首に巻いたごつい外見の持ち主で、愛称はフカキョン。ヤマトにラブレターのような果し状を送りつけ喧嘩を申し込むが敗れる。その後頭を丸めてヤマトに弟子入りした。ヤマトの漫画を絶賛する数少ない人物。意外と達筆である。実家は寺院。バナナが大好物。
相手がどんな状態になっても百八回のパンチを打ちこみ続ける除夜の鐘パウンドという技を持つ。
イナバ
小柄な少年。ヤマトのクラスメイトにして漫画の師匠。白い短髪に赤く丸い目など、兎を髣髴とさせる外見をしている。体育のある日は学校を休むらしい。
柳生
野球部のエース。プロ野球からスカウトが来るほどの才能を持ち、女子からはモテモテ。彼がすっぽ抜けてあわや頭部直撃の危険球を投げたことで、それを打とうとしたヤマトが神業に目覚めるきっかけを作った。

### 高天原関係者
キクチ
高天原に所属する監視員兼勧誘員兼教師。オールバックの髪に眼鏡をかけた長身の男。高千穂町の神業狩りを担当する。
性格はかなり冷酷でドSであり、厭味ったらしい口調でヤマトを挑発するため嫌われている。高天原の教師だが、神業に目覚めた者たちの勧誘、もしくは処理の仕事がメインとなっており、基本的に学園にはほとんどいないことが多い。趣味は自身の神業で本にした人間たちをきっちりと本棚に並べ、それを眺めながらコーヒーまたは紅茶を飲むこと。人間界においては高千穂高地学園の臨時教師としてやってきており、神業の能力でさえない男を演じている。
神業の名は文字化（モジバケ）。「鬼畜漢字辞典」という本からとりだした漢字を人間に貼り付けることで、その性質を具現化させることができる。また、「文字化」という組み合わせで漢字を打ちこむことにより、人間を文字の塊に変化させ、本の中に封印することができる。
読切版では高天原の生徒会長という設定だった。
大木大樹（オオキ タイジュ）
キクチが担当する高天原の不良たちの番長。見上げるような大男で身体には注連縄を巻いている。言葉を発することはほとんどなく、彼の言葉はエミシを介して不良たちに伝えられていた。
元は地上でエミシを虐めていた不良の番長であったが、高天原に来てエミシに主導権を握られてからは、そのことをずっと悔いていた。エミシの神業から解かれた後、そのことを心から謝罪し、ヤマトらに協力する姿勢を示した。
神業の名はアニコウィックチャンバー。自身の周囲直径5メートルの範囲内にある音を吸収し、無音の空間を作り出す。吸収した音を衝撃波として放つことも可能。
腕腹エミシ（ウデハラ エミシ）
キクチが担当する高天原の不良の一人。気が弱く他の不良たちからは嫌われていたが、大樹の伝言役として確固たる地位を築いていた。
地上で大樹に虐められ続けてきたが、それがきっかけで神業に目覚め、逆に大樹を自らの支配下に置くことに成功。クラスの黒幕として暗躍していた。ヤマトと大樹の決闘では大樹を操りヤマトにとって不利な状況に追い込みつつ戦ったが、クマソにそのからくりを見破られてしまう。真相を知ったクラスの不良たちに襲われかけるが、大樹によって守られ、虐めのことを謝罪された。
神業の名は遊戯聖痕（ジョイスティグマータ）。人の頭を殴ると自身の腕にゲームコントローラーのような痣が現れ、それを操作することで、その殴った人間を思い通りに操ることができる。一組の痣につき一人の人間まで操ることが可能。ただし、相手の思考や感情まで操ることはできない。
2組の不良
大木の下でパシらされていた不良。全員、坊主頭に神業の頭文字を模した剃りこみを入れている。コモドドラゴンやサーベルタイガーといった猛獣に変身する者、火を噴く者、巨大なハンマーや鎌やスパナやボウリングの玉を武器に使う者、釘バットを使用し床に釘を生やす者など数多の直接攻撃系能力者が控えている。作中では札付悪（フダツキノワル）というお札を武器にして戦う不良のみ、神業名が明かされた。
ヤマト達に大木・腕腹の支配のメカニズムを知らされ、怒りにまかせてエミシに襲いかかるが、大樹の優しさを知り改心。以降、ヤマト達の配下についた。

### 神業に目覚めた者たち
織羽勝太（オルハ ショウタ）
虐めを受けており、不良というものを憎んでいる。帰宅途中に不良に絡まれた際に神業に目覚め、その力で全ての不良を倒すことを誓った。
ヤマトの家に向かう途中の鱶田らを急襲して全滅に追い込み、駆けつけたヤマトと戦闘。神業を発動させたヤマトに殴り飛ばされて自らの刃でマンションの壁に縫い付けられ、敗れる。敗北して尚攻撃の手を緩めなかったが、キクチによって文字化された。
神業の名は無隷奴（ブレイド）。体内に無数のカッターの刃を仕込み、あらゆる方向に繰り出して攻撃する。無数に折りたたまれたものを組み合わせて放出するため、リーチも自由自在である。神業名は自分で名付けた。
同素仁（ドウモト ヒトシ）
「ジン」（下の名前の音読み）という仇名の高校生。女性を征服したいという欲求を持ち、邪魔するものは一人残らず殺すという考えを持っている。ターゲットに定めた女性が反抗すると、その女性も殺してしまう。親類の経営する病院内でミズホに狙いを定めて襲いかかるが、ヤマトに防がれて対決。血液保管庫を襲撃し巨人となって襲い掛かるが、ヤマトの機転で顎を殴られ、病院の天井を突き破りノックダウンした。その後キクチによって封印された模様。
神業の名は怒張神（どちょうじん）。他者を掴んで血液を吸いとり、その分肉体を巨大化、硬化させる。血を吸い過ぎると目の飛び出た醜悪な巨人になるが、本人はこの姿を気に入っている。神業に目覚める前からボクシングをかじっており、砲弾が当たったような痕を残す弾痕パンチが得意技。
名前のモチーフは道祖神。ちなみに、道祖神は男根の神でもある。

### 黄泉
蛇塚辰巳（ヘビヅカ タツミ）
黄泉の頭目の一人。一軍を率いて地上へ侵攻し、ミズホを襲うが、かけつけたヤマト一行によって倒される。
神業の名はヤマタノオロチ。8匹の蛇を操り、人間に憑依させることができる。さらに、8匹すべてを自身に憑依させ、蛇の怪物のような姿になることも可能。

## 用語
神業（かみわざ）
キクチ曰く「全ての人間に潜在的に備わっている特殊な能力」。ほとんどの人間はその力に気付くことなく一生を終えるが、ふとしたことがきっかけで目覚めることがあるという。その能力は人それぞれ全く異なっており、戦闘に使用されるもののみにとどまらない。しかし、目覚めた能力に魅入られ、その力を自己の欲求のために使い過ぎると業に喰われてしまい、もはや人ではなくなってしまう。そうした人間は高天原に属する人間によって狩られる運命にある。
高天原（タカマガハラ）
人間の世界とは違う世界に存在する異形の学園。神業に目覚めた者たちを監視し、場合によっては勧誘し、時には処理することもある機関。この学園に来たものは指導員の許可なくしては地上に帰ることはできない。
いくつかの校舎に分かれており、さらにその校舎の中でも棟分かれしている。その棟ごとに番長がおり、その番長が地上と高天原を自由に出入り可能な長ランを所持している。経緯は不明だがヤマトら三人は16話で長ランを入手している。
黄泉（よみ）
神業に目覚め、業に喰われた人間によって結成された集団。より多くの仲間を集め、高天原を倒し世界を牛耳ろうとたくらんでいるらしい。